# Clanidopsis exusta
Clanidopsis exusta är en fjärilsart som beskrevs av Butler 1875. Clanidopsis exusta ingår i släktet Clanidopsis och familjen svärmare. Inga underarter finns listade i Catalogue of Life.